# Fares Shudeiwa
Fares Shudeiwa (* 11. května 2002, Banská Štiavnica, celým jménem Fares Abdel Anbo Shudeiwa) je český fotbalista.

## Biografie
Fares Shudeiwa se narodil v roce 2002 v Banské Štiavnici na Slovensku, jeho otcem je lékař původem z Jemenu působící v Třebíči Adel Shudeiwa a matkou je Slovenka. Jeho otec studoval medicínu v Česku a v roce 2008 začal působit v Třebíči, kam se za ním Fares Shudeiwa s matkou přestěhovali. S fotbalem začínal v dětství v týmu SK Fotbalová škola Třebíč, kde působil několik let v mládežnickém fotbalu. Působil pak také od 14 let v mládežnických týmech FC Vysočina Jihlava a v květnu roku 2020 poprvé nastoupil do A týmu dospělých týmu FC Vysočina Jihlava v zápasu proti Viktoria Žižkov. V roce 2020 hrál v reprezentaci U19 Slovenska a v reprezentaci U20 Česka.
V roce 2019 získal české občanství, má také slovenské občanství, uvedl o sobě v jednom rozhovoru, že je vášnivým myslivcem, později vysvětlil, že to byl vtip.